# Kony Södring
Kony Södring, formellt Gunnar Conny Södring, född 14 mars 1935 i Tingsås församling, Kronobergs län, död 1 mars 2022 i Bredaslätt utanför Tingsryd, var en svensk fotograf.

## Södrings fotomuseum
Kony Södring och Sune Ekstrand öppnade år 2015 Södrings fotomuseum, med äldre fotografier och kameror från 1890-talet och framåt, allt ur Södrings privata samling. Museet flyttade år 2018 från centrala Tingsryd till Bamsan, strax utanför samhället.